# Made in Italy (Gigi D'Alessio)
Made in Italy è il dodicesimo album in studio del cantautore italiano Gigi D'Alessio, pubblicato il 27 ottobre 2006.

## Tracce
Testi e musiche di Gigi D'Alessio, eccetto dove indicato.
1. Brividi d'amore – 4:16
2. Primo appuntamento – 4:06
3. Una volta nella vita – 3:55 (testo: Mogol – musica: Gigi D'Alessio)
4. Un cuore malato (con Lara Fabian) – 4:40 (testo: Mogol – musica: Gigi D'Alessio)
5. Apri le braccia – 4:17 (testo: Mogol – musica: Gigi D'Alessio)
6. Canterò di te – 4:38
7. Parlarti e poi – 4:12
8. Ilaria – 4:51
9. Besame – 4:24 (testo: Claudio D'Alessio, Gigi D'Alessio – musica: Gigi D'Alessio)
10. Nome, cognome, indirizzo e cellulare – 3:46 (testo: Mogol – musica: Gigi D'Alessio)
11. La grande storia – 4:22 (testo: Gigi D'Alessio – musica: Raffaello Di Pietro)

In Brasile, Un cuore malato è sostituita da Um coração apaixonado, caratterizzata da alcune strofe in portoghese. Come artista ospite è presente Wanessa Camargo anziché Lara Fabian.

## Formazione
- Gigi D'Alessio – voce, pianoforte
- Maurizio Fiordiliso – chitarra acustica, chitarra elettrica
- Roberto D'Aquino – basso
- Daniele Bonaviri – chitarra flamenco
- Michael Thompson – chitarra elettrica
- Tony Levin – basso, contrabbasso
- Adriano Pennino – tastiera, programmazione, pianoforte
- Rosario Jermano – percussioni, cori
- Lele Melotti – batteria
- Maurizio Pica – chitarra classica, chitarra acustica
- Claudia Arvati – cori
- Barbara Comi – cori
- Sara Pacitto – cori
- Mary Montesano – cori
- Fabrizio Palma – cori
- Rossella Ruini – cori
- Luca Velletri – cori

## Classifiche

### Classifiche settimanali
| Classifica (2006) | Posizione massima |
| ----------------- | ----------------- |
| Svizzera          | 22                |
| Francia           | 143               |
| Belgio (Vallonia) | 63                |
| Italia            | 1                 |